# Castel Bouzov
Castel Bouzov è un edificio fortificato situato a Bouzov, comune nel distretto di Přerov, regione di Olomouc della Repubblica Ceca. Fu edificato all'inizio del XIV secolo.

## Storia

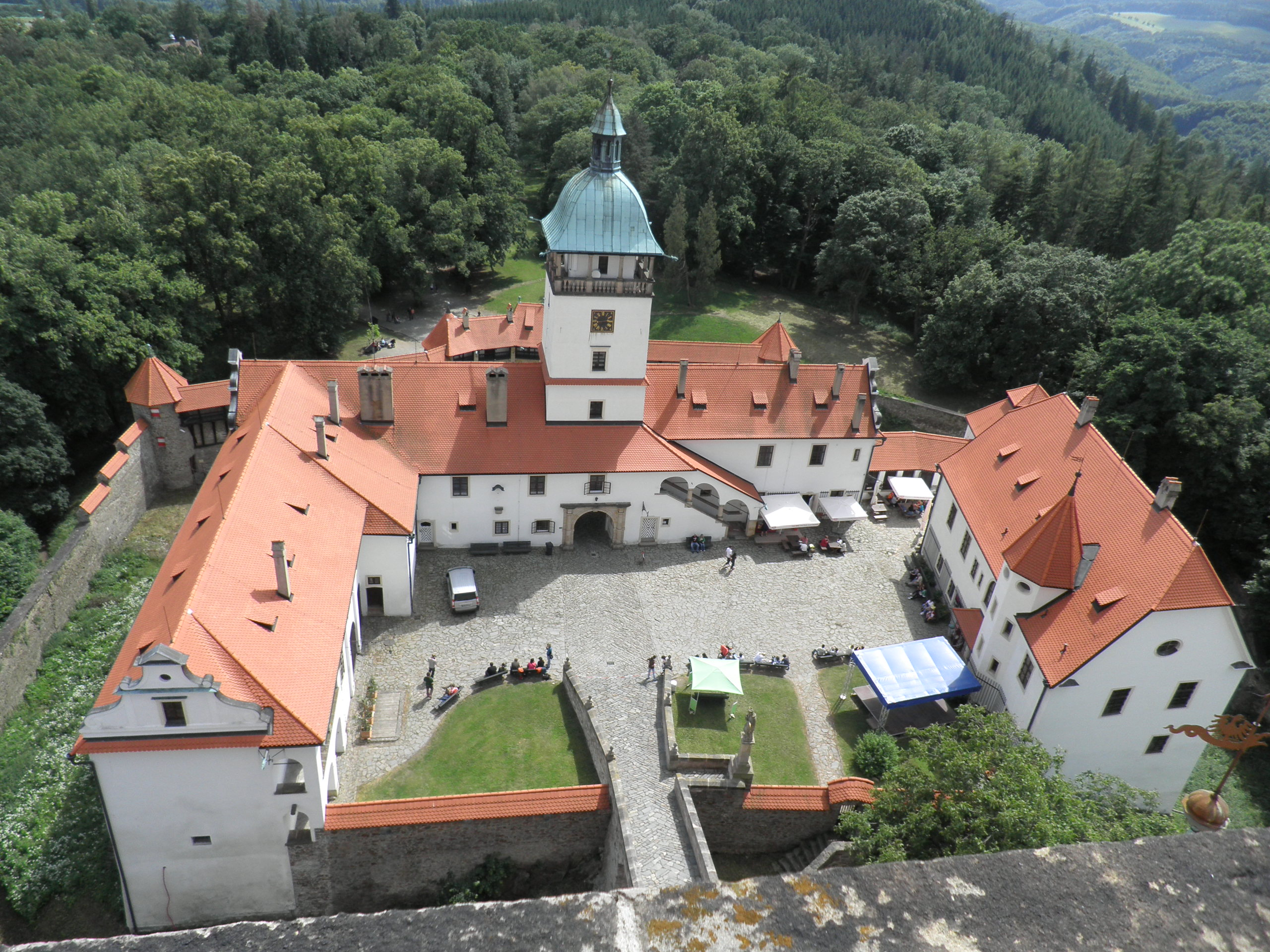
Vista dalla torre del castello.

Le prime fonti che citano la fortezza sono del 1317. La famiglia di Bůz di Bludovec, appartenente alla piccola aristocrazia, è attestata come proprietaria del castello tra il 1317 sino al 1339. A partire dalla fine del XIX secolo è stato completamente ricostruito secondo i dettami dell'arte romantica. Sembra verosimile vi sia nato il re Giorgio di Boemia. Dal 1696 appartiene all'Ordine teutonico.